# Markermeer
O Markermeer (que poderia se traduzir como o lago de Marken) é um lago artificial de uns 700 km² ganhado ao mar localizado no centro dos Países Baixos. Sua profundidade varia entre 3 e 4 metros. Seu nome prove/provem do nome da antiga ilha de Marken, que agora está ligado a Holanda Setentrional por um dique.

## Geografia

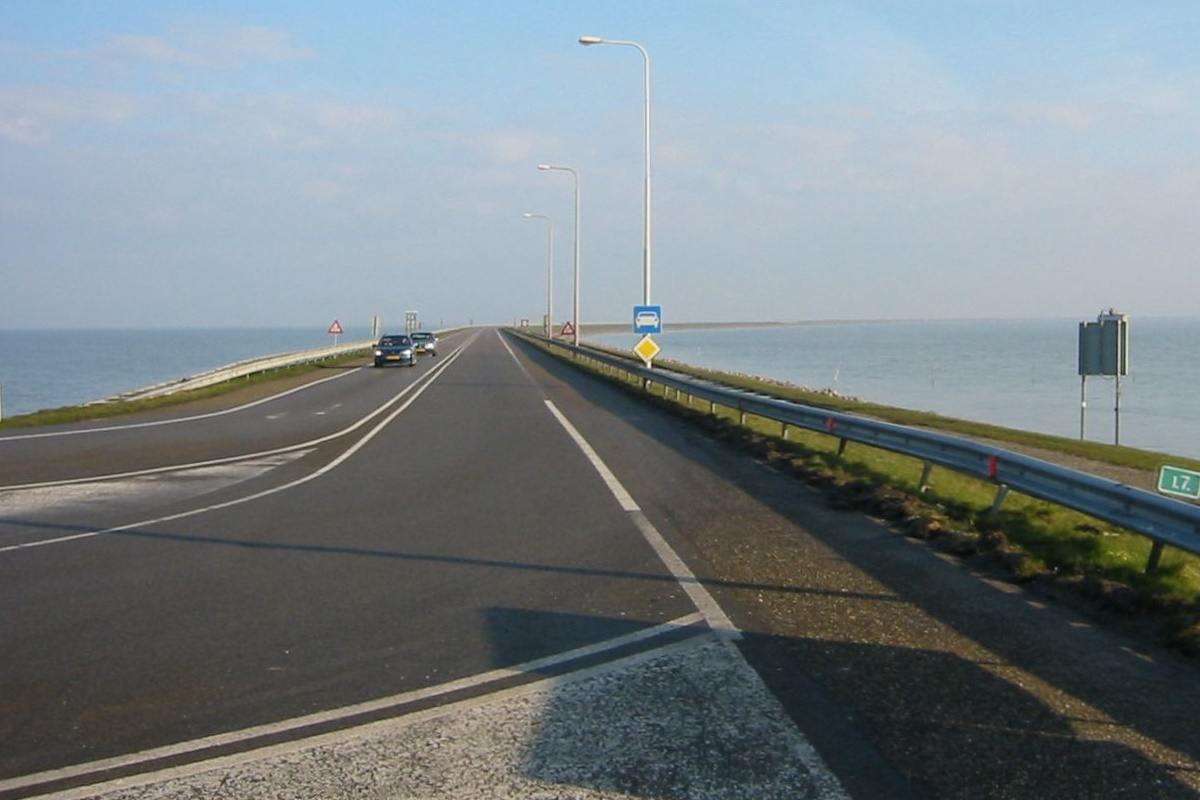
Vista do Houtribdijk, o dique que separa o Markermeer e o IJsselmeer

O lago tem forma irregular, com seus lados maiores de 40 km e 27 km, e está limitado:
- ao nordeste, pelo IJsselmeer do que lhe separa o Houtribdijk, ou Markerwaarddijk, um dique terminado em 1976 e que liga as cidades de Lelystad com Enkhuizen. (O Markermeer está separado hidraulicamente do IJsselmeer, mas seu nível é o mesmo: -0,4 m em inverno e -0,2 m e verão, ainda que é possível que esta situação mude no futuro.)
- ao sudoreste, pelo IJmeer, a zona mais interior do Markermeer, que, em 2009, se decidiu separar hidraulicamente mediante a construção de um novo dique para evitar os prováveis efeitos no nível do mar do aquecimento global.

## Drenagem
Hoje em dia o lago utiliza-se como um embalse de água doce e emblase tampa contra as inundações. O água do Markermeer é esvaziada de três maneiras:
- normalmente se drena para o próximo IJsselmeer;
- de forma regular, o água é enviada aos «Randmeren» (lagos de borda) do sul de Flevoland, com o objectivo de utilizar água limpa para reduzir os níveis de nitratos e fosfatos nessa costa;
- durante as grandes marés, #evacuar através do canal do Mar do Norte.

## História

Amsterdã e seus arredores em 1850. A cidade ainda está dentro do Singelgracht e as grandes águas, o Haarlemmermeer e o IJ, ainda não se têm dessecado.

Segundo o plano original do engenheiro Cornelis Lely (1891), esta parte do antigo Zuiderzee deveria ter sido totalmente recuperada, como o foram Flevoland e Noordoostpolder, para dar lugar à formação do Markerwaard. Ainda que esta ideia volta regularmente ao debate político, o projeto de dessecamento da zona tem sido finalmente abandonado.
Outro projeto apresentado em 1981, o plano Livense, sugeriu fazer do Markermeer um embalse de água para compensar a irregularidade da geração de eletricidade pelas turbinas de vento. O água se bombearia durante os períodos de alta produção e baixa demanda de energia eléctrica e utilizar-se-ia depois para gerar energia hidroelétrica durante a demanda pico. O plano também ficou em letra morrida.

### Projetos
Em abril de 2007, o então secretário de estado Tineke Huizinga anunciou um novo projeto. O nível de água do Markermeer modificar-se-ia em antecipação às mudanças ambientais por vir e construir-se-á uma presa para separá-lo do IJmeer, o que dará oportunidades para a construção de edifícios e centros de lazer. O desenvolvimento está ainda por determinar.
O 14 de maio de 2009, a Comissão Europeia deu sua aprovação à melhora ecológica do Markermeer e do IJmeer.